# Wilde Velden

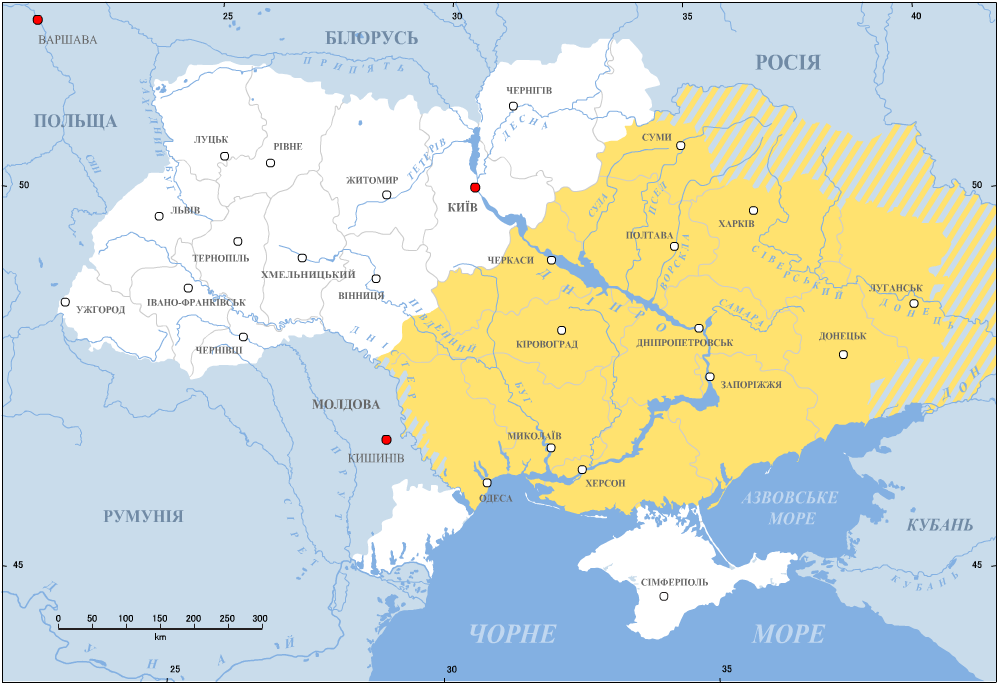
Kaart van de Wilde Velden in de 17e eeuw

Wilde Velden of Woeste Velden (Oekraïens: Дике Поле; Dike Pole Russisch: Дикое Поле; Dikoe Pole, Pools: Dzikie pola, Litouws: Dykra, Latijn: Loca deserta) is een historische term die in de Oost-Europese documenten van de 16e tot de 18e eeuw werd gebruikt om te verwijzen naar de Pontische steppe op het grondgebied van het huidige Oost- en Zuid-Oekraïne en Zuid-Rusland, tussen de Don in het oosten, de Boven-Okavorstendommen in het noorden en de zijrivieren van de Dnjepr en de Desna in het westen.
De term werd volgens de Oekraïense historicus Vitalij Sjtsjerbak voor het eerst gebruikt in de 15e eeuw om het gebied tussen de Dnjestr en midden Wolga aan te duiden, tijdens de kolonisatie van de regio door de Kozakken. Sjtsjerbak merkte op dat tijdgenoten, zoals Myhalon Lytvyn, Blaise de Vigenère, en de Poolse theoloog, tevens katholieke bisschop van Kiev, Józef Wereszczyński (1530–1598), destijds schreven over de ongekende natuurlijke rijkdom van de steppen en het Dnjepr-bekken.

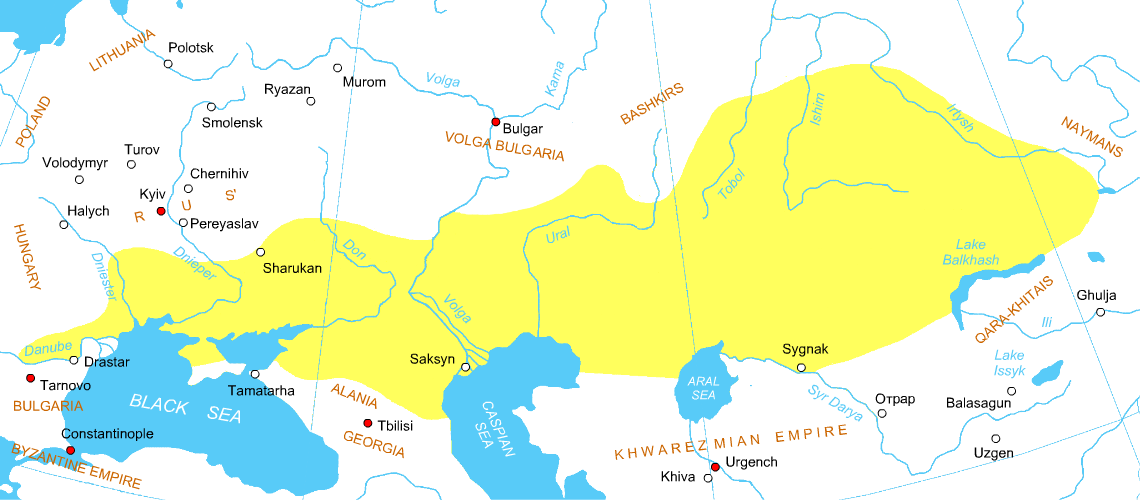
Koemanen–Kiptsjaken confederatie in Eurasia c. 1200

De regio werd eeuwenlang slechts dun bevolkt door verschillende nomadische groepen zoals Scythen, Alanen, Hunnen, Sarmaten, Koemanen, Bulgaren, Petsjenegen, Kiptsjaken, Turkse Mongolen, Tataren en Nogai. Na de Mongoolse invasie van het Kievse Rijk werd het gebied geregeerd door de Gouden Horde. Als gevolg van de Slag van de Blauwe Wateren (1362), kon Algirdas het claimen voor het Grootvorstendom Litouwen. Na de Slag bij de Vorskla (1399), verloor zijn opvolger Vytautas de Grote het gebied aan de khan van de Gouden Horde, Qutlugh. In 1441 werd Jedisan, het westelijke deel van de Wilde Velden tussen de Dnjestr en de Dnjepr, gedomineerd door het Kanaat van de Krim.

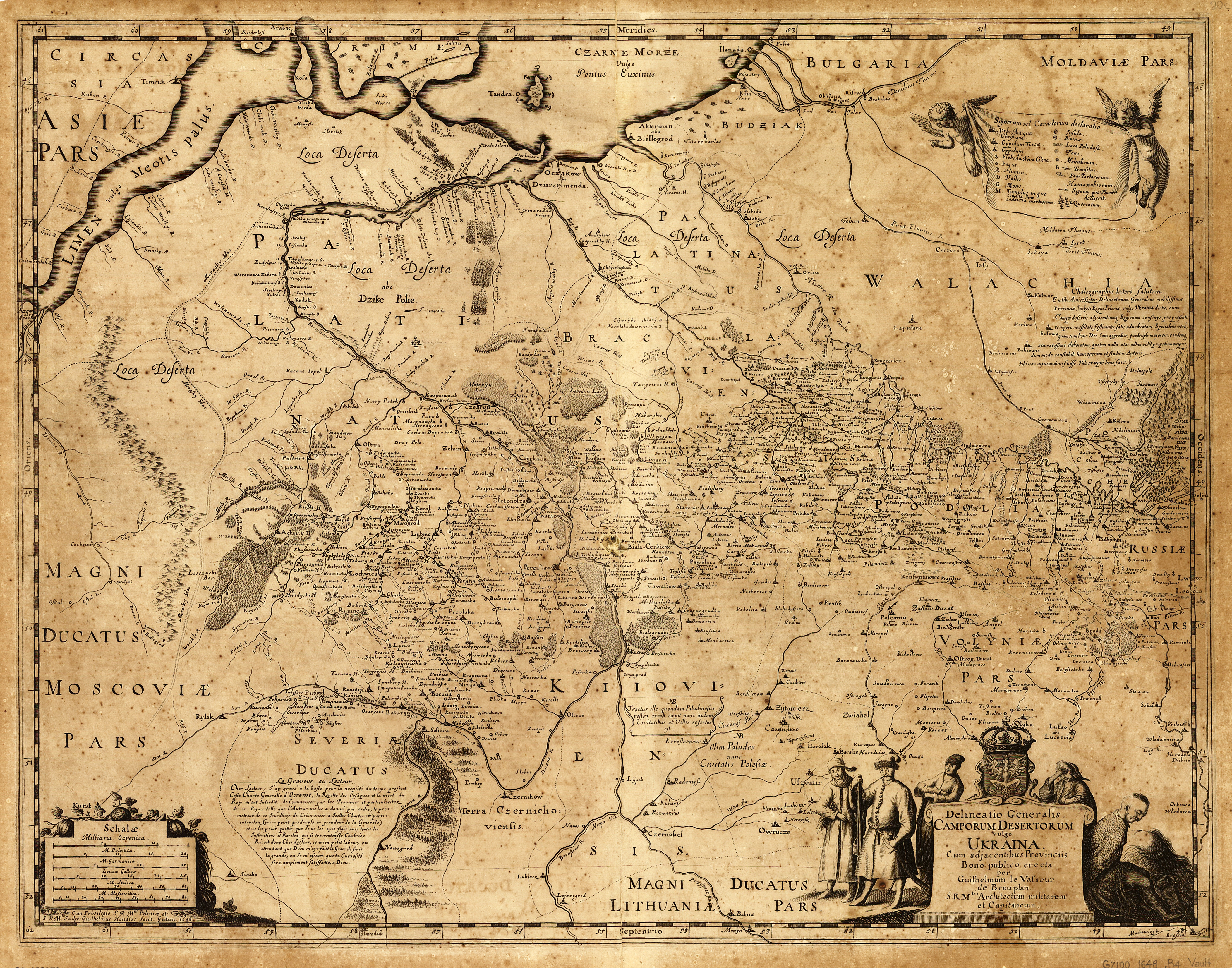
'Een algemene schets van de Oekraïense woeste vlaktes: met zijn aangrenzende provincies' uit 1648 door de Franse Ingenieur Guillaume Le Vasseur de Beauplan, gegraveerd door Willem Hondius. De kaart is georiënteerd met het zuiden bovenaan, een kenmerk van militaire kaarten in landen die worden aangevallen vanuit het zuiden.

Over de Wilde Velden liepen het Moeravskispoor en Tsijoemspoor, het oorlogspad van Perekop naar Toela dat de Krim-Tataren gebruikten om het Tsaardom Rusland binnen te vallen en te plunderen. De Krim-Nogai slavenaanvallen, een lange periode van invallen en gevechten tussen de Krim-Tataren en de Nogai aan de ene kant en het Grootvorstendom Litouwen en het Grootvorstendom Moskou aan de andere kant, veroorzaakten aanzienlijke verwoesting en ontvolking in het gebied vóór de opkomst van de Zaporozje- en Don Kozakken, die vanuit hun basis in Chortytsja periodiek de Dnjepr en de Don afvoeren en de kust van de Zwarte Zee overvielen. De Turken bouwden verschillende vestingsteden om de kust te verdedigen, waaronder Otsjakiv en Odessa.
In de loop van de tijd werden de Wilde Velden spontaan bevolkt door weggelopen lijfeigenen, choloppen, dienstlieden die later de kern vormden van het Kozakken-Hetmanaat. Uit de werken van Wereszczyński blijkt dat de Zaporizja Kozakken zich in het gebied mochten vestigen, op voorwaarde dat ze de uitbreiding van de gebieden van de Nogai Horde en het Kanaat van de Krim zouden afweren. Tijdens de Chmelnytskyopstand werd het noordelijke deel van dit gebied bewoond door Kozakken uit het Dnjepr-bekken en werd het bekend als Sloboda-Oekraïne. Het Russische Rijk veroverde het gebied stapsgewijs door verdragen met het Oekraïense Kozakken-Hetmanaat en het Ottomaanse Rijk te sluiten na de overwinning in de Russisch-Turkse Oorlog (1735-1739).
In 1764 vestigde het Russische Rijk het gouvernement Novorossiejsk. Na de Russische overwinning tijdens de Russisch-Turkse Oorlog (1768-1774), werd het gebied verder uitgebreid. In 1775 liquideerde Catharina II met geweld de Zaporozka Sitsj en annexeerde het grondgebied aan Novorossiejsk, waardoor de onafhankelijke heerschappij van de Oekraïense Kozakken werd geëlimineerd. Het gouvernement Novorossiejsk werd ontbonden in 1783 en hersteld van 1796 tot 1802. Toen de kolonisatie van het gebied eenmaal op gang kwam, raakte de term 'Wilde Velden' buiten gebruik en kreeg het geclaimde terratorium de naam Nieuw Rusland.
Het gebied omvat (delen van) de hedendaagse zuidoostelijke Oekraïense oblasten Charkov, Cherson, Dnjepropetrovsk, Donetsk, Kirovohrad, Loehansk, Mykolajiv, Odessa en Zaporizja en de zuidwestelijke Russische oblasten Belgorod, Koersk, Lipetsk, Orjol, Rostov, Toela, Voronezj en Wolgograd.